# Neunburg vorm Wald
Neunburg vorm Wald je město v německé spolkové zemi Bavorsko, v zemském okrese Schwandorf ve vládním obvodu Horní Falc. Město na řece Švarcavě s více než 8000 obyvateli je  středně velkým obchodním centrem a také sídlem správní obce Neunburg vorm Wald.
Město leží v přírodním parku Hornofalcký les, v blízkosti jezera Eixendorf. V roce 2017 oslavil Neunburg tisící výročí svého založení. Je známé památkově chráněným historickým centrem se Starým hradem a každoročním festivalem pod širým nebem "Vom Hussenkrieg". Kromě toho bylo v roce 1997 Neunburským memorandem založeno Sdružení měst s husitskou historií a tradicí, jehož členem je 18 měst v České republice a Německu.
Ve městě se nachází základní škola a dvě střední školy, gymnázium Neunburg a Gregor-von-Scherr-Realschule. V Neunburgu je také odborné učiliště pro zemědělské a lesnické obory s internátem. K dalším vzdělávacím příležitostem v regionu patří pobočka vzdělávacích středisek pro dospělé Schwandorf-Land a městská hudební škola ve starém zámku.
Nová budova Schwarzachtalhalle, otevřená v roce 2012, je ústředním bodem kulturních akcí v regionu. Město a jeho okolí jsou významným příkladem měkkého cestovního ruchu ve východním Bavorsku. Ve čtvrti Hofenstetten se nachází restaurace "Obendorfers Eisvogel", která byla v roce 2020 oceněna dvěma michelinskými hvězdami. 

## Poloha
Neunburg vorm Wald leží v nadmořské výšce 398 m na skalnaté plošině v údolí Švarcavy v regionu Hornofalcký les.

### Sousední obce
Neunburg vorm Wald sousedí s následujícími obcemi od severu: Altendorf, Schwarzhofen, Dieterskirchen, Thanstein v okrese Schwandorf, Rötz v okrese Cham a Bodenwöhr, Wackersdorf, Schwarzenfeld a Schwarzach bei Nabburg v okrese Schwandorf. 
| Růžice kompasu | Schwarzach bei Nabburg | Altendorf Schwarzhofen Dieterskirchen | Thanstein          | Růžice kompasu |
| Růžice kompasu | Schwarzenfeld          | Sever                                 | Rötz               | Růžice kompasu |
| Růžice kompasu | Schwarzenfeld          | Neunburg vorm Wald                    | Rötz               | Růžice kompasu |
| Růžice kompasu | Schwarzenfeld          | Jih                                   | Rötz               | Růžice kompasu |
| Růžice kompasu | Wackersdorf            | Bodenwöhr 10 km                       | Neukirchen-Balbini | Růžice kompasu |

## Historie

### Od počátku do 18. století
Údolí řeky Švarcavy bylo osídleno již v rané historii. Nejstarší doložené osídlení se nachází v oblasti dnešní čtvrti Am Aign nedaleko břehů řeky Švarcavy. Zmínky z karolinské doby dokládají polohu panství v bavorské Nordgau. Obec se skládala z dřevěného opevnění a kostela svatého Jakuba se hřbitovem. Kolem roku 900 byl postaven nový hrad s příkopem, který dal obci jméno Neunburg vorm Wald. První písemná zmínka o obci pochází z 28. dubna 1017, kdy byla jako Níwnbúrg uvedena v darovací listině, kterou císař Jindřich II. vydal v Ingelheimu bamberskému biskupství. V té době byla spolu s Neunburg vorm Wald darována řada dalších míst v oblasti Nordgau diecézi, která vznikla 1. ledna 1007 z částí Würzburgu a Bamberku.
Ve 12. století se v Neunburgu vorm Wald poprvé jako držitelé léna objevují šlechtické rody z Neunburgu, Ortenburgu a Truhendingenun. V roce 1261 koupil zemské panství Neunburg a Warberg rod Wittelsbachů. Od roku 1289 mělo město tržní práva a od roku 1300 městská práva. K rozvoji města přispěla jeho poloha na obchodní a vojenské stezce do Čech.
Za vlády Ruprechta II. se Neunburg vorm Wald stal v roce 1354 rezidenčním městem palatinského rodu Wittelsbachů. Hrad byl přestavěn a městu bylo uděleno právo várečné. Ruprecht III. založil v roce 1398 první špitál. Jeho syn hrabě palatin Johann z Neunburgu vorm Wald, zakladatel vedlejší linie palatinské dynastie Wittelsbachů, se zasloužil o další rozkvět města. Zemřel v roce 1443 v klášteře Kastl a byl pohřben v Neunburgu vorm Wald. Po jeho smrti začal hospodářský úpadek města.
Během reformace se Neunburg vorm Wald stal na tři generace evangelicko-luteránským městem. Za třicetileté války během rekatolizace v Bavorsku bylo město v roce 1634 obsazeno protestantskými vojenskými jednotkami Švédů a v roce 1641 obléháno císařskou armádou. V následujících letech počet obyvatel ve městě zničeném válkou prudce klesal. V roce 1705 byla Horní Falc ve válce o španělské dědictví obsazena vojsky habsburské monarchie. Povstání organizované farářem Florianem von Millerem proti nucenému náboru žoldnéřů v údolí Švarcavy bylo neúspěšné. V roce 1722 byl založen klášter Neunburg vorm Wald, sekularizovaný v roce 1803. V roce 1742, během války o rakouské dědictví, byl Neunburg vorm Wald obléhán pandury pod vedením Franze von der Trenck.